# Rio San Román
Rio San Román é um rio centro-americano da Guatemala.